# Calomyscus baluchi
Calomyscus baluchi es una especie de roedor de la familia Calomyscidae.

## Distribución geográfica
Se encuentra en Afganistán y Pakistán.